# 山藥

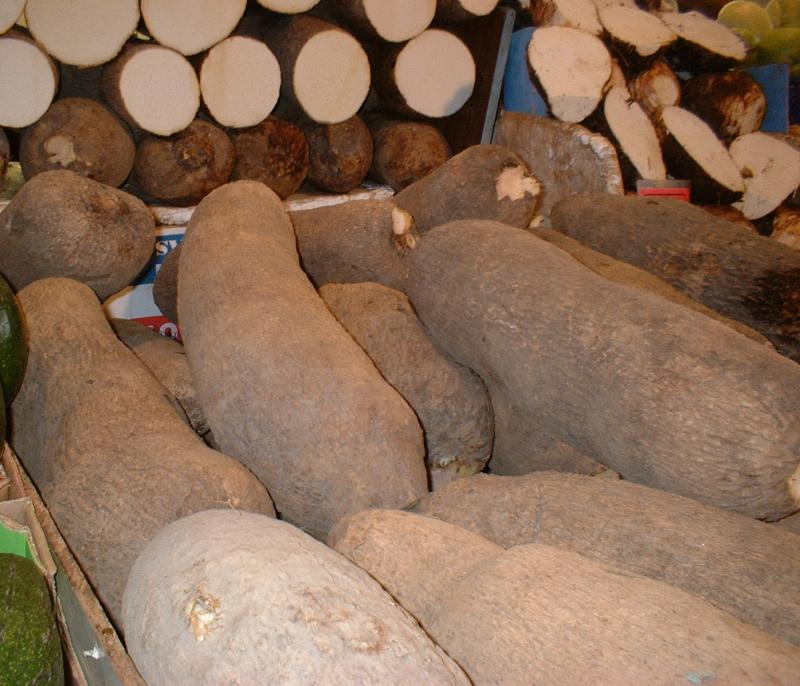
2004年在英国布里克斯顿市场上销售的山药

山药（英語：yam），是人們對薯蓣属中一些物種的稱呼。此類物種的塊莖富含淀粉，可被人食用。山药是多年生草本藤本植物，在许多温带和热带地区，特别是在非洲、南美洲和加勒比地区、亚洲和大洋洲，當地人為了食用山藥塊莖而栽培該物種。
薯蓣属植物被人类分开驯化成为栽培“山药”多次，有：
- 非洲：几内亚黄薯蓣（英语：Dioscorea cayenensis）（及西非白薯蓣（英语：Dioscorea rotundata）亚种）、黄独（和主要吃富淀粉的珠芽（英语：bulbil），微毒，在华药用，某些国家食用）
- 亚洲：普通山药（家山药，珠芽也有食用，称“山药豆”；含怀庆铁棍山药变种）、参薯（遍及东亚、东南亚和大洋洲）、日本薯蓣（土淮山）和甘薯、對葉薯蓣（遍及印度次大陸）
- 美洲：热带美洲糯薯蓣（英语：Dioscorea trifida）（可直接蒸食亦可磨成胶状物包糯团，普通薯蓣亦可磨成“とろろ”匀度不及美洲糯薯）

除此之外，野生的D. hirtiflora subsp. pedicellata和日本薯蓣未被栽培，但也有广泛食用。这些食用山药的共同点是其块茎不如其他种类的薯蓣属块茎苦。

## 外部連結
- 山藥 中藥材圖像數據庫  (香港浸會大學中醫藥學院) （中文）（英文）